# Pierre Barlaguet
Pierre Barlaguet (Calvisson, 1931. október 18. – Boucoiran-et-Nozières, 2018. október 16.) francia labdarúgó, középpályás, edző.

## Pályafutása
1950 és 1964 között a Nîmes Olympique labdarúgója volt, ahol három bajnoki ezüstérmet szerzett és kétszer volt francia kupadöntős az együttessel.
Az 1962-es világbajnoki selejtező-mérkőzések során tagja volt a francia válogatott keretnek, de mérkőzésen sohasem lépett pályára.
1969 és 1996 között edzőként tevékenykedett. 1978 és 1982 között korábbi klubja, a Nîmes Olympique ifjúsági csapatának az edzője volt. 1982 és 1984 között az első csapat vezetőedzőjeként dolgozott. 1990–91-ben és 1994–96-ban ismét a Nîmes Olympique szakmai munkáját irányította. 1996-ban francia kupadöntős volt az együttessel.

## Sikerei, díjai
Játékosként
 Nîmes Olympique
- Francia bajnokság (Ligue 1)
  - 2. (3): 1957–58, 1958–59, 1959–60
- Francia kupa (Coupe de France)
  - döntős: 1958, 1961

Edzőként
 Nîmes Olympique
- Francia kupa (Coupe de France)
  - döntős: 1996